# Carlos Prío Socarrás
Carlos Prío Socarrás (14 juillet 1903 – 5 avril 1977) est un homme d'État, président de Cuba de 1948 jusqu'à ce qu'il soit renversé par le coup d'État de Fulgencio Batista le 10 mars 1952, trois mois avant la date des élections suivantes.

## Biographie
Né à Bahia Honda en 1903, il sort diplômé de l'université de La Havane en 1927. Pendant ses études universitaires il milite activement contre la dictature de Gerardo Machado. Arrêté plusieurs fois il séjourne pendant deux ans en prison. Il part ensuite pour les États-Unis continuer son combat. Il revient en 1933 à Cuba après le renversement de Machado puis occupe des fonctions de haut fonctionnaire dans le gouvernement de Ramon Grau San Martin. En 1934 après la chute de Grau San Martin il crée le parti révolutionnaire cubain pour s'opposer au pouvoir de Carlos Mendieta. Il part alors en exil au Mexique puis revient en 1939 à Cuba. La même année il est élu député à l'assemblée nationale puis au sénat l'année suivante. Il est nommé premier ministre du président Grau San Martin en 1945. 
Le 10 octobre 1948 il est élu président de Cuba en battant Ricardo Núñez Portuondo. En janvier 1949, Mariblanca Sabas Alomá participe au gouvernement de Carlos Prío Socarrás.
Les accusations de corruption contre lui et son administration le rendent impopulaire et le 10 mars 1952 il est renversé par un coup d'état militaire fomenté par Fulgencio Batista. Il s'exile aux États-Unis. En 1956 après sa rencontre avec Fidel Castro il lui apporte son soutien financier dans sa lutte contre le régime de Batista. Il retourne à Cuba après le renversement de Batista en 1959 mais rompt avec Fidel Castro. Il retourne aux États-Unis et devient à Miami le leader de l'opposition anti-castriste. Il est retrouvé mort chez lui à Miami le 5 avril 1977 d'une balle dans la poitrine.

## Source
- Harris Lentz Heads of states and governments since 1945 éd. Routledge 1994  (ISBN 1-884964-44-3)